# Яо Цзявэнь
Я́о Цзявэ́нь (кит. 姚嘉文, пиньинь Yáo Jiāwén; род. 15 июня 1938) — тайваньский политик.
Яо Цзявэнь окончил Национальный университет Тайваня, по образованию юрист. В 1970-е годы стал известен как защитник на процессах против оппозиционных политических деятелей.
В 1979 году Яо Цзявэнь был арестован за участие в антиправительственных выступлениях (Гаосюнский инцидент), был приговорен к 12-летнему заключению, провел в тюрьме 7 лет.
После освобождения стал одним из основателей Демократической прогрессивной партии, выступающей за независимый статус Тайваня, и её вторым председателем с 20 декабря 1987 по 30 октября 1988 года.
В 1992—1995 годах Яо Цзявэнь был депутатом Законодательного Юаня (парламента) Тайваня. Он участвовал также в парламентских выборах 1995 и 1998 годов но не получил поддержки избирателей.
21 июня 2002 года президент Чэнь Шуйбянь назначил Яо Цзявэня президентом Экзаменационного Юаня — одной из пяти ветвей власти Тайваня, занимающейся вопросами государственной службы. В этой должности он пробыл до 2008 года, когда администрация нового президента Ма Инцзю (партия Гоминьдан) сменила администрацию Чэнь Шуйбяня (ДПП).